# Berijev Be-4
Berijev Be-4 (originalna oznaka KOR-2) je bil opazovalni leteči čoln, ki so ga zgradili v Sovjetski zvezi med 2. svetovno vojno. Leta 1939 je Berijev dobil naročilo za novo letalo, ki naj bi nasledilo problematičnega Be-2 (KOR-1). 
Be-4 je imel visoko nameščeno krilo - t. i. "parasol". Poganjal ga je 1000 konjski bencinski zvezdasti motor Švecov AŠ-62 (M-62).
KOR-2 je prvič poletel 12. oktobra 1940. Zgradili so okrog 50 letal.

## Specifikacije
- Posadka: 3
- Dolžina: 10,50 m (34 ft 5 in)
- Razpon kril: 12,00 m (39 ft 4 in)
- Višina: 4,05 m (13 ft 3 in)
- Površina kril: 25,5 m2 (274 ft2)
- Prazne teža: 2082 kg (4590 lb)
- Gros teža: 2760 kg (6085 lb)
- Motor: 1 × Švecov M-62 radialni motor, 746 kW (1000 KM)

- Maks. hitrost: 356 km/h (221 mph)
- Dolet: 1,150 km (716 miles)
- Višina leta (servisna): 8,100 m (26,575 ft)

- Orožje:
- 1 × fiksna 7,62 mm ŠKAS strojnica
- 1 × 7,62 mm ŠKAS strojnica za opazovalca
- Do 400 kg bomb ali globinskih bomb